# Lincoln (Rhode Island)
Lincoln – miasto w Stanach Zjednoczonych, w stanie Rhode Island, w hrabstwie Providence.